# Una casa a Jerusalem
Una casa a Jerusalem (títol original A House in Jerusalem) és una pel·lícula de thriller i fantasia palestina de 2023 dirigida per Muayad Alayan. Es va estrenar al febrer de 2023 al Festival Internacional de Cinema de Rotterdam. La pel·lícula conta la història d'una nena jueva-britànica, Rebecca, i el seu pare, que es muden a Israel a una casa de Jerusalem Occidental, on es troba amb el fantasma d'una nena palestina anomenada Rasha, a qui només ella pot veure. La família de Rasha va ser expulsada d'aquesta llar durant la guerra arabo-israeliana de 1948 coneguda com la Nakba. Finalment, Rebecca fa una visita al camp d'Aida de Betlem, a Cisjordània ocupada per Israel, per a pagar un deute passat després que el seu pare llencés la nina de Rasha, i a la recerca dels amos històrics de la casa. El guió de la pel·lícula va ser escrit per Muayad i Rami Musa Alayan, dos germans palestins. Va ser estrenada per Netflix a principis de 2024 Ha estat subtitulada al català.

## Antecedents
A House in Jerusalem està escrita i dirigida per Muayad Alayan, un palestí la família del qual estava entre els aproximadament 750 000 àrabs palestins que van fugir o van ser expulsats del que s'havia convertit en Israel durant la guerra arabo-israeliana de 1948, també coneguda com la Nakba, i no se'ls va permetre tornar. La història familiar d'Alayan va inspirar la pel·lícula. Se li va ocórrer la idea de la pel·lícula el 2009 mentre passava per l'antic barri de la seva família a Jerusalem Occidental, Israel, on va veure el que semblava una família jueva recentment immigrant mudant-se a una de les antigues cases de la ciutat.

## Argument
La pel·lícula narra la història d'una nena jueva-britànica anomenada Rebecca que es va mudar amb el seu pare Michael a Israel, a una vila de Jerusalem Oest que va ser heretada pel seu avi, qui l'havia comprat a l'estat israelià en la dècada de 1960. Rebecca troba una nina vella en un pou dins del jardí de la vila, que rescata però finalment és tirada pel seu pare. Més tard descobreix que la nina pertany a Rasha, una nena palestina que veu com un fantasma que només ella pot veure. En disculpar-se amb Rasha per la pèrdua de la seva nina, sent una sensació de deute amb el passat que ha de saldar.
La policia israeliana visita a la família britànica després que Rebecca publiqués en línia una foto de la casa, preguntant pels seus propietaris històrics. Finalment, visita el pròxim camp d'Aida a Betlem, a la Cisjordània ocupada per Israel, on, segons s'informa, van fugir els pares de Rasha durant la guerra de Palestina de 1948. Allí, Rebecca coneix a l'anciana Rasha, a qui finalment el seu pare porta a visitar la seva antiga casa.

## Repartiment
- Johnny Harris com Michael.
- Miley Locke com Rebecca.
- Sheherazade Farrell com Rasha.

## Producció
La casa de Jerusalem va ser filmada a Jerusalem Est i no a la seva part occidental, ja que, segons el director, hauria estat difícil convèncer als inquilins de rodar una pel·lícula que narrés la història palestina d'aquesta. El director també va declarar que la pel·lícula va haver de filmar-se d'incògnit i sota l'afirmació que era amb finalitats documentals, ja que en cas contrari hauria complicat el procés d'obtenció de la llicència per part de les autoritats israelianes. La pel·lícula és la primera producció conjunta entre el Regne Unit i Palestina.

## Recepció crítica
A House in Jerusalem va rebre crítiques generalment positives: el 75% de vuit ressenyes a l'agregador de ressenyes Rotten Tomatoes van ser positives. Una ressenya al Financial Times  la va descriure com a accessible per als espectadors joves i que conclou «amb un grau d'artifici i sentiment, però transmet la seva lliçó històrica de manera econòmica». Steve Rose, escrivint per The Guardian, va comentar que «les arrels més profundes de la història li donen una ressonància i rellevància addicionals, mentre que el paisatge regional més ampli de despossessió i trauma intergeneracional s'encapsulen amb una certa subtilesa i sensibilitat». Una ressenya a The Jewish Chronicle li va donar a la pel·lícula dues de cinc estrelles i la va qualificar de «terriblement presumptuosa, principalment oposant-se a la premissa que a una nena jueva britànica de 10 anys potser no li hagués explicat la seva família sobre el "context en què es va establir i existeix Israel"».